# Rádio Piratininga (São Paulo)
Rádio Piratininga foi uma emissora de rádio brasileira sediada em São Paulo, capital do estado homônimo. Operava no dial AM, frequência 1200 kHz. Inaugurada em 1932 como Rádio Cruzeiro do Sul, a Piratininga foi fechada pelo regime militar em 30 de abril de 1974.Ela fazia parte da Rede Piratininga, composta por cerca de 30 emissoras de rádio em várias cidades do interior paulista, entre elas as atuais Jovem Pan FM São José do Rio Preto, Rádio O Diário Independente de Barretos e Rádio CBN Vale, de São José dos Campos.

## História
A emissora foi inaugurada em 30 de maio de 1932 pelo empresário Alberto Byington Jr.com o nome de Rádio Cruzeiro do Sul e adquirida pelo médico e politico Miguel Leuzzi em 1952, que a rebatizou como Rádio Piratininga. Salomão Esper (egresso da Cruzeiro do Sul) foi um de seus primeiros locutores, pois além de comandar o programa de auditório Torre de Babel, era responsável pela leitura dos horários da rádio ao som das badaladas do Mosteiro de São Bento. Também passaram pela Piratininga nomes como Edgard de Souza, Hélio Ribeiro, Ferreira Martins, Boris Casoy, Milton Neves, o narrador esportivo Hamilton Galhano, entre outros. Foi na equipe esportiva da emissora onde o jornalista Dalmo Pessoa, até então na mídia impressa, iniciou sua carreira radiofônica.
O cantor e compositor Raul Torres comandou nos anos 1950 o programa sertanejo  Embaixada do Torres. As irmãs Galvão foram reveladas através do programa de auditório apresentado por Salomão. Manuel de Nóbrega apresentou em 1951 o Boa Noite para Você e participou do programa Torre de Babel entrevistando famosos. Em fevereiro de 1952, assumiu a direção artística da então recém-nomeada Rádio Piratininga, mas em julho do mesmo ano transferiu-se para a Rádio Nacional. Em 1953, o trio Os Maracanãs, composto pela dupla Zé Fortuna & Pitangueira e a acordeonista Rosinha passou a atuar com sucesso no programa Terra, sempre terra.Posteriormente, o próprio Zé Fortuna comandou seu programa na emissora.
De 1959 ate 1974, no rastro do sucesso de Jerônimo, o Herói do Sertão pela Rádio Nacional do Rio de Janeiro, a Piratininga levou ao ar no fim de tarde a radionovela Juvêncio, o justiceiro do sertão, com o radialista, compositor e ator Vicente Lia no papel-título, que era retransmitida para emissoras da Rede Piratininga e do Paraná.
Em 1965, a emissora levou ao ar da meia-noite às duas da manhã o programa Bossa à Noite, comandado por Cláudio Mamberti, Renato Correia e Castro e os irmãos Hoyagen (Lafa e Hoya), onde eram tocadas músicas ao vivo e shows da bossa nova gravados em fitas. Foi nesse programa onde um jovem estudante chamado Chico Buarque de Holanda deu seus primeiros passos como artista.  Na segunda metade dos anos 1960, Ferreira Martins comandava a parada de sucessos nas tardes da emissora com enorme audiência. Em 1970, transferu-se para a Rádio Bandeirantes.
Sandro Villar e J.Pimentel (que revelou Eli Corrêa na Rádio São Paulo) foram os derradeiros locutores da Piratininga no início dos anos 1970, já em crise financeira e vendida para uma igreja evangélica. Em 26 de abril de 1974, o então presidente Ernesto Geisel não renovou sua concessão (declararando-a perempta), e a emissora saiu do ar quatro dias depois.